# Jegihorn
Jegihorn är en bergstopp i Schweiz.   Den ligger i distriktet Visp och kantonen Valais, i den södra delen av landet, 100 km söder om huvudstaden Bern. Toppen på Jegihorn är 3 206 meter över havet, eller 102 meter över den omgivande terrängen. Bredden vid basen är 0,21 km.
Terrängen runt Jegihorn är huvudsakligen mycket bergig. Närmaste större samhälle är Visp, 17,2 km norr om Jegihorn. 
Trakten runt Jegihorn består i huvudsak av gräsmarker. Trakten runt Jegihorn är nära nog obefolkad, med mindre än två invånare per kvadratkilometer.